# Heteropoda sexpunctata
Heteropoda sexpunctata este o specie de păianjeni din genul Heteropoda, familia Sparassidae, descrisă de Simon, 1885. Conform Catalogue of Life specia Heteropoda sexpunctata nu are subspecii cunoscute.